# Juan Carlos Socorro
Juan Carlos Socorro Vera (Caracas, Venezuela, 13 de mayo de 1972) es un exfutbolista y entrenador hispano-venezolano. Jugaba de centrocampista o extremo zurdo y su primer club fue la U. D. Las Palmas. Actualmente entrena a la Unión Deportiva Lanzarote de la Tercera Federación.

## Trayectoria

### Jugador
Nacido en Caracas, Venezuela, se incorporó a la cadena filial de la U. D. Las Palmas con 15 años, alcanzando el primer equipo en el año 1991, donde jugó más de 300 partidos, marcando 55 goles durante 9 años seguidos, consiguiendo los ascensos a segunda en 1996 y a primera en el 2000.
Sin embargo al año siguiente fue cedido por una temporada al Elche C. F. de la segunda división española. Volvió a su club de origen donde permaneció dos temporadas más, dejándolo finalmente en 2003 con destino al Universidad Las Palmas C. F. hasta el 2004, año en que se marchó al Italchacao de la primera división venezolana. 
Un año más tarde volvió a Gran Canaria para fichar por la U. D. Gáldar donde se retiró en 2008 e inmediatamente empezó a entrenar en los filiales de dicho club de la Tercera División.

### Entrenador
En 2011 entró  en el cuerpo técnico de la U. D. Las Palmas como entrenador ayudante de Juan Manuel Rodríguez, al sustituir este a Paco Jémez a mitad de la temporada 2010-11. La temporada siguiente continuó en la misma labor. Una temporada más tarde, en 2012, Rodríguez dejó el cargo, produciéndose la llegada de Sergio Lobera, con el cual continuó Socorro como ayudante durante las casi dos temporadas que éste estuvo en el puesto.
En la temporada 2015-16 comenzó a entrenar al Panadería Pulido San Mateo en Regional Preferente (5.º nivel del fútbol español), consiguiendo el ascenso a Tercera y renovando un año más con el club de la Vega de San Mateo, que debutó en la categoría. En la temporada 2020-21 consiguieron un nuevo ascenso a la recién creada categoría Segunda División RFEF.
Tras el descenso del Panadería Pulido, dejó el club y se incorporó a la Unión Deportiva San Fernando, también recién descendido a Tercera Federación. Su primera temporada la saldó con un nuevo ascenso a Segunda Federación. No pudo conseguir la permanencia y dejó el club grancanario para fichar por la U. D. Lanzarote de la Tercera Federación.

## Selección nacional
Fue internacional con la Selección de fútbol de Venezuela entre 1996 y 1997, participando en la Copa América 1997.

## Clubes

### Como jugador
| Club                         | País      | Año       |
| ---------------------------- | --------- | --------- |
| U. D. Las Palmas             | España    | 1991-2000 |
| Elche C. F.                  | España    | 2000-2001 |
| Universidad Las Palmas C. F. | España    | 2003-2004 |
| Italchacao                   | Venezuela | 2004-2005 |
| U. D. Gáldar                 | España    | 2005-2008 |

### Como entrenador
| Club                              | País   | Año       |
| --------------------------------- | ------ | --------- |
| U. D. Las Palmas (2.º entrenador) | España | 2011-2014 |
| C. F. Panadería Pulido San Mateo  | España | 2015-2022 |
| Unión Deportiva San Fernando      | España | 2022-2024 |
| Unión Deportiva Lanzarote         | España | 2024-Act  |